# Bay of Exploits
Bay of Exploits är en vik i Kanada.   Den ligger i provinsen Newfoundland och Labrador, i den östra delen av landet, 1 600 km öster om huvudstaden Ottawa. 
Runt Bay of Exploits är det mycket glesbefolkat, med 6 invånare per kvadratkilometer.